# Limite de uma sequência
O limite de uma sequência é um dos tópicos mais antigos de análise matemática, a qual formaliza rigorosamente o conceito de sequência convergente.
De forma intuitiva, supondo que tem-se uma sequência de pontos (por exemplo, um conjunto infinito de pontos numerados utilizando os números naturais) em algum tipo de objeto matemático (por exemplo, os números reais ou um espaço vetorial) que admite o conceito de vizinhança (no sentido de "todos os pontos dentro de uma certa distância de um dado ponto fixo"). Um ponto L é o limite da sequência se para toda a vizinhança que se defina, todos os pontos da sequência (com a possível exceção de um número finito de pontos) estão próximos a L. Isto pode ser interpretado como se houvesse um conjunto de esferas de tamanhos decrescentes até zero, todas centradas em  L, e para qualquer destas esferas, só existiria um número finito de números fora dela.

## Definição formal
Para uma sequência de pontos {\displaystyle \{x_{n}|n\in \mathbb {N} \}\;} em um espaço métrico {\displaystyle M} com função de distância {\displaystyle d} (como por exemplo, uma sequência de números racionais, números reais, números complexos, pontos em um espaço normado, etc) diz-se que {\displaystyle L\in M} é o limite da sequência e escreve-se
{\displaystyle L=\lim _{n\to \infty }x_{n}}
se, e somente se
{\displaystyle \forall \epsilon >0\;\exists n_{0}\in \mathbb {N} :n>n_{0}\Rightarrow d(x_{n},L)<\epsilon .\;}
ou seja, se, e somente se, para todo número real {\displaystyle \epsilon >0\;}, existe um número natural {\displaystyle n_{0}} tal que para cada {\displaystyle n>n_{0}\;} tem-se {\displaystyle d(x_{n},L)<\epsilon }, o que equivale a dizer que, para o caso real, dado {\displaystyle \epsilon >0}, existe {\displaystyle N} tal que {\displaystyle n>N\Rightarrow |a_{n}-L|<\epsilon \Rightarrow L-\epsilon <a_{n}<L+\epsilon }.
Uma generalização desta relação, para uma sequência de pontos {\displaystyle \{x_{n}|n\in \mathbb {N} \}\;}em um espaço topológico {\displaystyle T}: diz-se que {\displaystyle L\in T} é um limite desta sequência e escreve-se
{\displaystyle L=\lim _{n\to \infty }x_{n}}
se, e somente se, para toda a vizinhança {\displaystyle V} de {\displaystyle L} existe um número natural {\displaystyle N} tal que para cada {\displaystyle n\in N} tem-se  {\displaystyle x_{n}\in V}.
Se uma sequência tem limite, diz-se que a sequência é convergente, e que a sequência converge ao limite.  Caso contrário, a sequência é divergente.

### Comentários
A definição significa que eventualmente todos os elementos da sequência aproximam-se tanto como queiramos ao valor limite. A condição que impõe que os elementos encontrem-se arbitrariamente próximos aos elementos subsequentes não implica, em geral, que a sequência tenha um limite (veja sucessão de Cauchy).
É possível, também, que uma sequência em um espaço topológico geral, possa ter vários limites diferentes, mas uma sequência convergente possui um único limite se T é um  espaço de Hausdorff, por exemplo, a reta real (estendida), o plano complexo, seus subconjuntos (R, Q, Z...) e produtos cartesianos (Rn...).

## Exemplos
- A sequência (1/1, 1/2, 1/3, 1/4, …) de números reais converge ao limite 0;
- A sequência (1, -1, 1, -1, 1, …)  é divergente;
- A sequência (1/2, 1/2 + 1/4, 1/2 + 1/4 + 1/8, 1/2 + 1/4 + 1/8 + 1/16, …) converge ao limite 1 (este é um exemplo de uma  série infinita);
- Se a é um número real com valor absoluto |a| < 1, então a sequência an possui limite 0;
- {\displaystyle \lim _{n\to \infty }{\frac {1}{n^{p}}}=0{\hbox{ se }}p>0};
- {\displaystyle \lim _{n\to \infty }n^{\frac {1}{n}}=1};
- {\displaystyle \lim _{n\to \infty }a^{\frac {1}{n}}=1{\hbox{ se }}a>0}.
- No caso de uma sequência de números reais {\displaystyle a_{n}={\frac {3n^{2}+4n}{n^{2}+n-4}},} pode-se verificar, a partir da definição, que o seu limite é {\displaystyle 3}. De fato, nota-se que, dado {\displaystyle \epsilon >0},

{\displaystyle \left|{{\frac {3n^{2}+4n}{n^{2}+n-4}}-3}\right|=\left|{\frac {3n^{2}+4n-3n^{2}-3n+12}{n^{2}+n-4}}\right|=\left|{\frac {n+12}{n^{2}+n-4}}\right|\leq \left|{\frac {n+12}{n^{2}-4}}\right|}
e que, além disso,
{\displaystyle {\frac {1}{2}}n^{2}>4\Rightarrow n>{\sqrt {8}}\Rightarrow n>3},
de modo que
{\displaystyle \left|{\frac {n+12}{n^{2}-4}}\right|\leq \left|{\frac {n+12}{n^{2}-{\frac {1}{2}}n^{2}}}\right|=\left|{\frac {2n+24}{n^{2}}}\right|\leq \left|{\frac {2n+24n}{n^{2}}}\right|=\left|{\frac {26n}{n^{2}}}\right|=\left|{\frac {26}{n}}\right|<\epsilon \Rightarrow n>{\frac {26}{\epsilon }}}
desde que {\displaystyle n>\max\{3;{\frac {26}{\epsilon }}\}}. Em outras palavras, dado {\displaystyle \epsilon >0}, existe {\displaystyle N=max\{3;{\frac {26}{\epsilon }}\}}, tal que:
{\displaystyle n>\max\{3;{\frac {26}{\epsilon }}\}\Rightarrow \left|{{\frac {3n^{2}+4n}{n^{2}+n-4}}-3}\right|<\epsilon }.

## Resultados para o caso de sequências de números reais
Destacam-se os seguintes resultados para limites de sequências:
- Todo limite de uma sequência é um valor único, ou seja, se {\displaystyle a_{n}} tende a um número real {\displaystyle A} e, também, a um número real {\displaystyle B}, então {\displaystyle A=B};
- Se uma sequência {\displaystyle a_{n}} tende a {\displaystyle L}, então toda subsequência de {\displaystyle a_{n}} convergirá para esse mesmo número {\displaystyle L};
- Toda sequência convergente é limitada;
- Toda sequência monótona e limitada converge (disso, segue que se uma subsequência da sequência monótona {\displaystyle a_{n}} converge para {\displaystyle L}, então {\displaystyle a_{n}} é convergente e tem limite {\displaystyle L});
- Se uma sequência tem um limite positivo, é garantido que todos os termos desta sequência são positivos a partir de um certo índice (resultado análogo vale para o caso de a sequência ter limite negativo);
- Para duas sequências {\displaystyle a_{n}} e {\displaystyle b_{n}} convergentes, com {\displaystyle a_{n}\geq b_{n}}, tem-se {\displaystyle \lim(a_{n})\geq \lim(b_{n})}, sendo possível substituir qualquer uma das sequências por uma constante qualquer.
- Para sequências {\displaystyle a_{n}\leq b_{n}\leq c_{n}} em que {\displaystyle a_{n}} e {\displaystyle c_{n}} têm limite {\displaystyle L}, segue que o limite de {\displaystyle b_{n}} é {\displaystyle L};
- Toda sequência que é limitada possui uma subsequência convergente (Teorema de Bolzano-Weierstrass).[2]

## Limite superior e limite infeior
Destacam-se os seguintes resultados para limites de sequências:
Se uma subsequência de uma sequência possui como limite um valor {\displaystyle L}, dizemos que {\displaystyle L} é um ponto de aderência, ou valor de aderência, ou ponto aderente da sequência. O maior desses pontos aderentes é o limite superior ({\displaystyle \lim _{n\rightarrow \infty }\sup _{j\leq n}a_{j}={\overline {\lim }}\,a_{n})}) e o menor é o limite inferior ({\displaystyle \lim _{n\rightarrow \infty }\inf _{j\leq n}a_{j}={\underline {\lim }}\,a_{n}}).
Toda sequência limitada {\displaystyle (a_{n})} possui um ponto aderente máximo {\displaystyle A} (o maior limite de uma subsequência) e um ponto aderente mínimo {\displaystyle a} (o menor limite de uma subsequência), onde:
- Qualquer que seja {\displaystyle \epsilon >0}, existem infinitos índices {\displaystyle n} tais que {\displaystyle A-\epsilon <a_{n}} e somente um número finito com {\displaystyle A+\epsilon <a_{n}};
- Qualquer que seja {\displaystyle \epsilon >0}, existem infinitos índices {\displaystyle n} tais que {\displaystyle a_{n}<a+\epsilon } e somente um número finito com {\displaystyle a_{n}<a-\epsilon }.

Da mesma forma, é garantido que uma sequência limitada {\displaystyle (a_{n})} converge para {\displaystyle L} se, e somente se, os limites superior e inferior são iguais a {\displaystyle L}.

### Exemplo
Considerando a sequência {\displaystyle a_{n}=(-1)^{n}=(-1,1,-1,1,-1,1,-1,...),}nota-se que as únicas subsequências convergentes são da forma {\displaystyle (-1,-1,-1,-1,-1,...)} ou {\displaystyle (1,1,1,1,1,...)}, de modo que {\displaystyle 1} e {\displaystyle -1} são os únicos pontos de aderência de {\displaystyle a_{n}}. Assim, {\displaystyle {\overline {\lim }}\,a_{n}=1} e {\displaystyle {\underline {\lim }}\,a_{n}=-1}.

## Propriedades aritméticas do limite
Dadas duas sequências convergentes {\displaystyle (x_{n})} e {\displaystyle (y_{n})}, onde {\displaystyle \lim(x_{n})=X} e {\displaystyle \lim(y_{n})=Y}, as sequências {\displaystyle (x_{n}+y_{n}),(x_{n}y_{n}),(k\,x_{n})} são convergentes, sendo {\displaystyle k} um número real qualquer. Ainda, 
1. {\displaystyle \lim(x_{n}+y_{n})=\lim x_{n}+\lim y_{n}=X+Y};
2. {\displaystyle \lim(k\,x_{n})=k\,\lim x_{n}=k\,X}. Caso {\displaystyle k=-1}, temos que: {\displaystyle x_{n}\rightarrow X\Rightarrow -x_{n}\rightarrow -X};
3. {\displaystyle \lim(x_{n}y_{n})=\lim(x_{n})\,\lim(y_{n})=XY}
4. {\displaystyle \lim \left({\frac {x_{n}}{y_{n}}}\right)={\frac {\lim(x_{n})}{\lim(y_{n})}}={\frac {X}{Y}}}, desde que {\displaystyle y_{n}\neq 0}.

## Limites infinitos
Quando uma sequência segue uma regularidade de comportamento de tal forma que o termo se torna arbitrariamente grande enquanto aumenta o índice, temos que a sequência diverge para infinito positivo. Quando se torna muito pequeno enquanto aumenta o índice, a sequência diverge para infinito negativo . Formalmente, uma sequência {\displaystyle x_{n}} diverge para {\displaystyle +\infty } se, dado {\displaystyle k>0}, existe {\displaystyle N} tal que {\displaystyle n>N\Rightarrow x_{n}>k} e diverge para {\displaystyle -\infty } se, dado {\displaystyle k<0}, existe {\displaystyle N} tal que {\displaystyle n>N\Rightarrow x_{n}<k}.
Os limites infinitos também possuem propriedades aritméticas:
1. {\displaystyle a_{n}\rightarrow +\infty \Leftrightarrow -a_{n}\rightarrow -\infty };
2. Uma sequência {\displaystyle a_{n}} não limitada e monótona tende a {\displaystyle +\infty } se for não decrescente e tende a {\displaystyle -\infty } se for não crescente;
3. {\displaystyle \lim(a_{n})=\pm \infty \Rightarrow {\frac {1}{a_{n}}}\rightarrow 0};
4. {\displaystyle \lim(a_{n})=0\Rightarrow {\frac {1}{a_{n}}}\rightarrow \pm \infty } se {\displaystyle a_{n}>0} ou {\displaystyle a_{n}<0} respectivamente;
5. Se {\displaystyle a_{n}\rightarrow \pm \infty } e {\displaystyle b_{n}} é limitada, então {\displaystyle (a_{n}+b_{n})\rightarrow \pm \infty }, respectivamente;
6. Se {\displaystyle a_{n}\rightarrow \pm \infty } e {\displaystyle b_{n}\geq c}, com {\displaystyle c} um número positivo, então {\displaystyle a_{n}b_{n}\rightarrow \pm \infty };
7. Se {\displaystyle a_{n}\rightarrow \pm \infty } e {\displaystyle b_{n}\leq c<0}, então {\displaystyle a_{n}b_{n}\rightarrow \mp \infty };
8. Se {\displaystyle a_{n}\rightarrow +\infty } e {\displaystyle a_{n}\leq b_{n}}, então {\displaystyle b_{n}\rightarrow +\infty }.

## Critério de convergência de Cauchy
O critério de convergência de Cauchy auxilia na verificação da convergência de uma sequência, sem fornecer o valor do limite, caso ele exista. Ele afirma que uma sequência de números reais é convergente se, e somente se, qualquer que seja {\displaystyle \epsilon >0}, exista {\displaystyle N} tal que: 
{\displaystyle n,m>N\Rightarrow |a_{n}-a_{m}|<\epsilon },
o que equivale a afirmar que, dado {\displaystyle \epsilon >0}, existe {\displaystyle N} tal que, para todo inteiro positivo {\displaystyle p}:
{\displaystyle n,m>N\Rightarrow |a_{n}-a_{n+p}|<\epsilon }.